# Silvia Vašková
Silvia Vašková (* 10. Mai 1985 in Trnava) ist eine slowakische Fußballspielerin.

## Karriere

### Verein
Vašková startete ihre Karriere beim TJ Skloplast Trnava, wo sie zur Saison 2002/03 ins erste Team befördert wurde. Zu Beginn der Rückrunde 2002/03 wechselte sie im Januar zum Ligarivalen FC Rotox Nitra, wo sie bis zum Mai 2004 spielte. Im Juni 2004 verließ sie Nitra und heuerte beim Slovan Duslo Šaľa an; dort sollte sie jedoch nur eine Saison spielen. Es folgte im Sommer 2005 ein Angebot von der britischen Insel und sie unterschrieb einen Zweijahresvertrag mit den Southampton Saints LFC. Nach Ablauf ihres Zweijahresvertrages in Southampton, ging sie in die Hampshire County Women’s Football League Division One zu Salisbury City LFC.
Im Sommer 2009 kehrte sie zurück in ihre slowakische Heimat und unterschrieb für den ŠK Slovan Bratislava, dort spielte sie im Dezember 2011 ihr letztes Spiel.
Am 19. Dezember 2011 verließ sie zusammen mit der 16-jährigen U-19-Nationalspielerin Patrícia Marková ihren Verein ŠK Slovan Bratislava und wechselte zum österreichischen Zweitligisten SC-ESV Parndorf 1919.

### Nationalmannschaft
Am 16. September 2002, im Alter von nur 17 Jahren, wurde sie erstmals vom Nationaltrainer Štefan Tarkovič in die U-19-Landesauswahl der Slowakei berufen. Seit 2009 gehört sie zum erweiterten Kader der Slowakischen Fußballnationalmannschaft der Frauen.